# Pyrenaearia parva
Pyrenaearia parva is een slakkensoort uit de familie van de Hygromiidae. De wetenschappelijke naam van de soort is voor het eerst geldig gepubliceerd in 1956 door Ortiz de Zarate Lopez.